# Coelorinchus carminatus
Coelorinchus carminatus är en fiskart som först beskrevs av George Brown Goode, 1880.  Coelorinchus carminatus ingår i släktet Coelorinchus och familjen skolästfiskar. Inga underarter finns listade i Catalogue of Life.